# سیاهک پنهان گندم
سیاهک پنهان گندم (نام علمی: Tilletia laevis) نام یک گونه از division قارچ‌های چتری است.
در جنگ ایران و عراق، دولت عراق از سیاهک پنهان گندم سلاح زیستی تهیه کرده و علیه ایرانیان استفاده کرد.